# Нільс Маркуссен
Нільс Маркуссен (дан. Niels Markussen, 6 вересня 1934 — 11 липня 2008) — данський яхтсмен.
Срібний призер Олімпійських Ігор 1968 року в класі Дракон.